# Der Prozess (Oper)
Der Prozess ist eine Oper in zwei Teilen (neun Bildern) von Gottfried von Einem. Das Libretto verfasste Boris Blacher, der frühere Lehrer des Komponisten, zusammen mit Heinz von Cramer. Es beruht auf dem gleichnamigen Roman von Franz Kafka. Das Werk erlebte seine Uraufführung am 17. August 1953 bei den Salzburger Festspielen.

## Orchester
Drei Flöten, zwei Oboen, zwei Klarinetten, zwei Fagotte, vier Hörner, zwei Trompeten, drei Posaunen, eine Pauke, ein Schlagzeug, ein Klavier und Streicher

## Handlung

### Erster Teil
Erstes Bild: Die Verhaftung – zwei Zimmer
Eines Morgens wird der Bankangestellte Josef K. – gleich einem Blitz aus heiterem Himmel – von zwei Männern für verhaftet erklärt, ohne den Grund für diese Maßnahme zu erfahren. Ihm wird aber auch mitgeteilt, er könne dennoch bis auf weiteres seinem Beruf nachgehen und sich frei bewegen. Fortan leidet Josef K. unter seelischen Qualen, weil ihm nicht bewusst wird, was er verbrochen haben könnte.
Zweites Bild: Fräulein Bürstner – zwei Zimmer
Nach Feierabend besucht Josef K. seine Nachbarin, Fräulein Bürstner, und klärt sie über seine seltsame Verhaftung auf. Er setzt sich an den Tisch und fängt an, sich Notizen zu machen. Als es an die Tür klopft, versucht Fräulein Bürstner, ihren ungebetenen Gast zum Verlassen des Zimmers zu bewegen. Dabei drückt ihr dieser einen leidenschaftlichen Kuss auf die Lippen.
Drittes Bild: Die Vorladung – Straße
Des Nachts geht Josef K. auf der Straße spazieren. Er fühlt sich von unsichtbaren Mächten bedroht. Ein Fremder geht zunächst wortlos an ihm vorbei, dreht sich dann aber um und erklärt, kommenden Samstag werde es eine kleine Untersuchung in seiner Angelegenheit geben. Den Termin dürfe er auf keinen Fall versäumen.
Viertes Bild: Erste Untersuchung – Dachboden
Nur mit Mühe und einer Stunde Verspätung findet Josef K. das Gericht, das auf einem Dachboden tagt. Die Zuschauer warten gespannt auf den Beginn der Verhandlung. Wütend protestiert Josef K., dass ihn das Gericht nur sehr oberflächlich behandle. Unter den Zuhörern befindet sich auch ein Student, der sich plötzlich der Frau des Gerichtsdieners unsittlich nähert. Daraufhin unterbricht der Untersuchungsrichter die Verhandlung und zieht sich mit seinen Beisitzern zurück. Die bedrängte Frau versichert Josef K., sie werde alles in ihrer Macht Stehende tun, um ihm zu helfen. Kaum hat sie ausgesprochen, geht der Student erneut auf sie zu und trägt sie weg. Als die Untersuchung des Falles fortgesetzt werden soll, verflucht Josef K. das Hohe Gericht und ergreift die Flucht.

### Zweiter Teil
Fünftes Bild: Der Prügler – Hausflur
Vom Hausflur aus entdeckt Josef K. in einem nur schlecht beleuchteten Raum die zwei Männer, die ihm vor kurzem seine Verhaftung mitgeteilt hatten. An den beiden wird eine Prügelstrafe vollzogen. Josef K. glaubt, dass dies die Folge seiner Beschwerde über diese Männer sei. Plötzlich kommt der Passant von neulich die Treppe herab und befiehlt ihm, sofort in die Gerichtskanzlei zu gehen.
Sechstes Bild: Der Advokat – zwei Zimmer
Josef K. wird von seinem Onkel Albert zu einem alten Rechtsanwalt geführt, der in der ganzen Stadt und darüber hinaus einen guten Ruf genießt. Doch anstatt Josef K. zu befragen, plaudert der Anwalt lieber mit dessen Onkel. Derweil unterhält sich der Protagonist im Nebenzimmer mit Leni, dem Dienstmädchen des Advokaten. Die beiden kommen sich näher, fallen sich in die Arme und küssen sich.
Siebtes Bild: Der Fabrikant – Büro in der Bank
Wieder einmal versucht Josef K., in der Bank seiner Arbeit als Prokurist nachzugehen, doch der Prozess lastet so schwer auf seinem Gewissen, dass er sich nicht zu konzentrieren vermag. Dies bleibt auch dem Kunden, den er gerade bedient, nicht verborgen. Dieser, ein Fabrikdirektor, empfiehlt ihm, den Kunstmaler Titorelli aufzusuchen und um Hilfe zu bitten. Titorelli habe fast alle Honoratioren der Stadt porträtiert und verfüge deshalb über bedeutende Beziehungen.
Achtes Bild: Der Maler – Atelier
Vor Titorellis Haus muss sich Josef K. durch eine Gruppe heftig kreischender Mädchen hindurchzwängen, um ins Atelier zu gelangen. Der Maler ist ein rechter Aufschneider, der sich maßlos überschätzt. Er zeichnet Josef K. drei Möglichkeiten auf, wie der Prozess enden könnte: durch den echten Freispruch, durch den scheinbaren Freispruch oder durch eine Verschleppung, wobei letztere für ihn besser wäre als der scheinbare Freispruch. Er müsse die Möglichkeiten sorgsam abschätzen und dürfe dabei keine Zeit verlieren. – Josef K. ist verwirrter als zuvor.
Neuntes Bild: Im Dom und im Steinbruch
Der Angeklagte ist so verzweifelt, dass er sich als letzten Ausweg Hilfe von der Kirche erhofft. Doch auch die Unterredung mit einem Kaplan beschert ihm keinen Trost. Im Gegenteil. Der Geistliche wirft ihm vor, dass er zu viel bei Fremden Hilfe suche, besonders bei Frauen, und dass er nicht in der Lage sei, selbst zwei Schritte weit zu sehen.
Das Bühnenbild verwandelt sich in einen Steinbruch. Zwei elegante Herren mit Zylindern nehmen den Verzweifelten in ihre Mitte. Einer von ihnen zieht aus seinem Gehrock ein riesiges Fleischermesser, das auf beiden Seiten geschärft ist. Mit ausgesprochener Höflichkeit gibt er es über Josef K.s Kopf hinweg dem anderen Mann. Danach wird es vollkommen dunkel.

## Musik
Die Oper verzichtet vollständig auf einen Chor. Die Stimmen der Solisten bewegen sich stark deklamierend in einer gemäßigt modernen Harmonik mit vielen Ostinati, teilweise im Bereich der Zwölftontechnik. Hin und wieder klingen auch Rhythmen der Tanzmusik aus den frühen 1950er Jahren an.